# Lauren Shuler Donner
Lauren Diane Shuler Donner (Cleveland, 23 de junho de 1949) é uma produtora de cinema estadunidense, dona da The Donners' Company com seu marido, o famoso diretor Richard Donner. Seus filmes faturaram mais de US$4,5 bilhões mundialmente, com a maioria vindo da série X-Men.

## Filmografia
Todos como produtora, exceto onde indicado.
- Thank God It's Friday (1978) (produtora associada)
- Amateur Night at the Dixie Bar and Grill (1979, telefilme)
- Mr. Mom (1983)
- Ladyhawke (1985)
- St. Elmo's Fire (1985)
- Pretty in Pink (1986)
- Three Fugitives (1989)
- Scissors (1991)
- Lethal Weapon 3 (1992) (atriz; filme dirigido por Richard Donner)
- Radio Flyer (1992)
- Dave (1993)
- Free Willy (1993)
- On Deadly Ground (1994)
- Free Willy (1994, série de TV) (produtora executiva)
- The Favor (1994)
- Maverick (1994) (atriz; filme dirigido por Richard Donner)
- Free Willy 2: The Adventure Home (1995)
- Assassins (1995) (produtora executiva)
- Volcano (1997) (produtora executiva)
- Free Willy 3: The Rescue (1997) (produtora executiva)
- Bulworth (1998) (produtora executiva)
- You've Got Mail (1998)
- Any Given Sunday (1999)
- X-Men (2000)
- Out Cold (2001) (produtora executiva)
- Just Married (2003) (produtora executiva)
- X2 (2003)
- Timeline (2003)
- Constantine (2005)
- She's the Man (2006)
- X-Men: The Last Stand (2006)
- Unaccompanied Minors (2006)
- Semi-Pro (2008) (produtora executiva)
- The Secret Life of Bees (2008)
- Hotel for Dogs (2009)
- X-Men Origins: Wolverine (2009)
- Cirque du Freak: The Vampire's Assistant (2009)
- X-Men: First Class (2011)
- The Wolverine (2013)
- X-Men: Days of Future Past (2014)
- Deadpool (2016)
- X-Men: Apocalypse (2016)
- Logan (2017)
- Deadpool 2 (2018)
- Dark Phoenix (2019)
- The New Mutants (2020)